# 高山杜根藤
高山杜根藤（学名：Calophanoides wardii）为爵床科杜根藤属下的一个种。

## 扩展阅读
- 維基物種上的相關：高山杜根藤